# Liga de futebol feminino dos Estados Unidos de 2009
A Liga de futebol feminino dos Estados Unidos de 2009, ou Women's Professional Soccer 2009, foi a primeira edição da competição e aconteceu entre 29 de março e 9 de agosto de 2009 e reuniu sete equipes. Sua organização foi de responsabilidade da United States Soccer Federation (USSF). O Los Angeles Sol venceu a primeira fase, mas foi derrotada na super final pela equipe do St. Louis Athletica com o gol de Heather O'Reilly aos 17 minutos do primeiro tempo.

## Formato
Na primeira fase, cada equipe jogou um total de 20 partidas que foram divididas entre partidas "em casa" (no seu próprio estádio) ou "fora de casa" (no estádio do adversário). Cada equipe jogou com uma outra equipe três vezes, duas vezes "em casa" e uma vez "fora de casa" ou uma vez "em casa" e duas vezes "fora de casa" em um total de 18 partidas. As duas partidas restantes foram disputadas com duas outras equipes, uma "em casa" e outra "fora de casa".
As quatro equipes melhores classificadas após as 20 partidas disputaram a fase final:
- As equipes que ficarem em 3º e 4º lugares farão uma partida
- A equipe vencedora enfrentará a equipe 2ª colocada da primeira fase na super semifinal
- A equipe vencedora da super semifinal, fará a grande final com a equipe 1ª colocada da primeira fase

### Critérios de desempate
Os critério de desempate foram aplicados na seguinte ordem:
| - Pontos nos confrontos diretos - Saldo de gols nos confrontos diretos - Saldo de gols | - Gols pró (marcados) - Pontos "fora de casa" - Diferença de gols "fora de casa" | - Gols pró (marcados) "fora de casa" - Sorteio |

## Equipes participantes
| Time                  | Estádio               | Cidade                  | Fundado |
| --------------------- | --------------------- | ----------------------- | ------- |
| Boston Breakers       | Harvard Stadium       | Boston, Massachusetts   | 2000    |
| Chicago Red Stars     | Toyota Park           | Bridgeview, Illinois    | 2008    |
| FC Gold Pride         | Buck Shaw Stadium     | Santa Clara, Califórnia | 2008    |
| Los Angeles Sol       | The Home Depot Center | Carson, Califórnia      | 2008    |
| Saint Louis Athletica | Ralph Korte Stadium   | Edwardsville, Illinois  | 2008    |
| Sky Blue FC           | Yurcak Field          | Piscataway, Nova Jérsei | 2008    |
| Washington Freedom    | Maryland SoccerPlex   | Boyds, Maryland         | 2001    |

## Estádios
| Estádio                   | Cidade       | Estado         | Capacidade | Inauguração |
| ------------------------- | ------------ | -------------- | ---------- | ----------- |
| Anheuser-Busch Center     | Fenton       | Missouri       | 6.000      | 1982        |
| Buck Shaw Stadium         | Santa Clara  | Califórnia     | 10.300     | 1962        |
| Harvard Stadium           | Boston       | Massachusetts  | 30.323     | 1903        |
| Home Depot Center         | Carson       | Califórnia     | 27.000     | 2003        |
| Maryland SoccerPlex       | Germantown   | Maryland       | 3.200      | 2000        |
| Ralph Korte Stadium       | Edwardsville | Illinois       | 3.000      | 1994        |
| RFK Stadium               | Washington   | Washington, DC | 56.692     | 1961        |
| Robert R. Hermann Stadium | St. Louis    | Missouri       | 6.050      | 1999        |
| TD Bank Ballpark          | Bridgewater  | Nova Jérsei    | 6.100      | 1999        |
| Toyota Park               | Bridgeview   | Illinois       | 20.000     | 2006        |
| Yurcak Field              | Piscataway   | Nova Jérsei    | 5.000      | 1994        |

## Primeira fase

### Classificação
| Pos. | Equipe              | Pts | J  | V  | E | D  | GP | GC | SG  |
| ---- | ------------------- | --- | -- | -- | - | -- | -- | -- | --- |
| 1    | Los Angeles Sol     | 41  | 20 | 12 | 5 | 3  | 27 | 10 | +17 |
| 2    | St. Louis Athletica | 34  | 20 | 10 | 4 | 6  | 19 | 15 | +4  |
| 3    | Washington Freedom  | 29  | 20 | 8  | 5 | 7  | 32 | 32 | 0   |
| 4    | Sky Blue FC         | 26  | 20 | 7  | 5 | 8  | 19 | 20 | -1  |
| 5    | Boston Breakers     | 25  | 20 | 7  | 4 | 9  | 18 | 20 | -2  |
| 6    | Chicago Red Stars   | 20  | 20 | 5  | 5 | 10 | 18 | 25 | -7  |
| 7    | FC Gold Pride       | 18  | 20 | 4  | 6 | 10 | 17 | 28 | -11 |

### Partidas
Todas as partidas estão no horário estadunidense do leste (ET) ou UTC-5.

#### Primeira semana
| 29 de março | Los Angeles Sol     | 2 – 0     | Washington Freedom | Home Depot Center, Carson               |
| 18:00       | Falk 6' · Abily 87' | Relatório |                    | Público: 14,832 Árbitro: USA Kari Seitz |

#### Segunda semana
| 4 de abril | St. Louis Athletica | 0 – 1     | Chicago Red Stars | Ralph Korte Stadium, Edwardsville          |
| 20:00      |                     | Relatório | Tarpley 78'       | Público: 5,008 Árbitro: USA Margaret Domka |

| 5 de abril | FC Gold Pride              | 2 – 1     | Boston Breakers | Buck Shaw Stadium, Santa Clara               |
| 18:00      | Arakawa 15' · Milbrett 90' | Relatório | Smith 79'       | Público: 6,459 Árbitro: USA Jennifer Bennett |

| 5 de abril | Sky Blue FC | 0 – 2     | Los Angeles Sol | TD Bank Ballpark, Bridgewater               |
| 16:00      |             | Relatório | Marta 42', 45'  | Público: 6,053 Árbitro: USA Sandra Serafini |

#### Terceira semana
| 11 de abril | Washington Freedom | 1 – 1     | Chicago Red Stars | Maryland SoccerPlex, Boyds                 |
| 18:00       | Sauerbrunn 54'     | Relatório | Tarpley 29'       | Público: 5,028 Árbitro: USA Margaret Domka |

| 11 de abril | Sky Blue FC  | 1 – 1     | FC Gold Pride | TD Bank Ballpark, Bridgewater          |
| 19:45       | O'Reilly 76' | Relatório | Dew 33'       | Público: 2,753 Árbitro: USA Kari Seitz |

| 11 de abril | Boston Breakers       | 2 – 0     | St. Louis Athletica | Harvard Stadium, Boston                     |
| 21:00       | Smith 53' · Lilly 87' | Relatório |                     | Público: 4,804 Árbitro: USA Sandra Serafini |

#### Quarta semana
| 18 de abril | Washington Freedom | 1 – 3     | Boston Breakers                            | Maryland SoccerPlex, Boyds                    |
| 19:00       | Lindsey 60'        | Relatório | Smith 56' (pen.) · Latham 76' · Hucles 81' | Público: 4,232 Árbitro: USA Daniel Fitzgerald |

| 19 de abril | Los Angeles Sol | 1 – 0     | FC Gold Pride | Home Depot Center, Carson                  |
| 16:00       | Marta 47'       | Relatório |               | Público: 6,119 Árbitro: USA Veronica Brito |

| 19 de abril | Chicago Red Stars | 0 – 0     | Sky Blue FC | Toyota Park, Bridgeview                      |
| 18:00       |                   | Relatório |             | Público: 5,824 Árbitro: USA Jennifer Bennett |

#### Quinta semana
| 25 de abril | St. Louis Athletica | 0 – 0     | Los Angeles Sol | Robert R. Hermann Stadium, St. Louis           |
| 16:00       |                     | Relatório |                 | Público: 4,228 Árbitro: USA Juan Carlos Rivero |

| 25 de abril | Chicago Red Stars                                | 4 – 0     | Boston Breakers | Toyota Park, Bridgeview                |
| 20:30       | Lloyd 21' · Rapinoe 39' · Carney 42' · Klein 52' | Relatório |                 | Público: 4,118 Árbitro: USA Mark Boyko |

| 26 de abril | FC Gold Pride                            | 3 – 4     | Washington Freedom                        | Buck Shaw Stadium, Santa Clara              |
| 18:00       | Milbrett 30' · Weimer 75' · Sinclair 83' | Relatório | Wambach 18', 90' · Lindsey 51' · Long 70' | Público: 3,321 Árbitro: USA Sandra Serafini |

#### Sexta semana
| 2 de maio | Boston Breakers      | 2 – 1     | Los Angeles Sol | Harvard Stadium, Boston                  |
| 19:00     | Smith 2' · Lilly 55' | Relatório | Bock 63'        | Público: 8,031 Árbitro: USA John Schmitz |

| 3 de maio | Washington Freedom                | 3 – 3     | St. Louis Athletica         | Maryland SoccerPlex, Boyds               |
| 18:00     | Bompastor 29', 90' · De Vanna 79' | Relatório | Daniela 7', 41' · Aluko 69' | Público: 5,149 Árbitro: USA Shane Butler |

| 3 de maio | FC Gold Pride    | 1 – 0     | Sky Blue FC | Buck Shaw Stadium, Santa Clara               |
| 20:00     | Ann Robinson 86' | Relatório |             | Público: 2,533 Árbitro: USA Felisha Mariscal |

#### Sétima semana
| 9 de maio | St. Louis Athletica | 1 – 0     | FC Gold Pride | Ralph Korte Stadium, Edwardsville            |
| 20:00     | Chalupny 16'        | Relatório |               | Público: 3,860 Árbitro: USA Dallas Malhiwsky |

| 10 de maio | Los Angeles Sol | 0 – 0     | Boston Breakers | Home Depot Center, Carson                   |
| 16:00      |                 | Relatório |                 | Público: 6,210 Árbitro: USA Sandra Serafini |

| 10 de maio | Chicago Red Stars | 0 – 2     | Sky Blue FC        | Toyota Park, Bridgeview               |
| 18:00      |                   | Relatório | Walsh 8' · Kai 79' | Público: 3,664 Árbitro: USA Ted Unkel |

#### Oitava semana
| 15 de maio | Los Angeles Sol | 1 – 0     | Sky Blue FC | Home Depot Center, Carson                  |
| 10:30      | Marta 80'       | Relatório |             | Público: 6,115 Árbitro: USA Margaret Domka |

| 16 de maio | Chicago Red Stars | 0 – 1     | FC Gold Pride | Toyota Park, Bridgeview                |
| 20:30      |                   | Relatório | Sinclair 30'  | Público: 4,884 Árbitro: USA Kari Seitz |

| 17 de maio | Boston Breakers | 1 – 1     | Washington Freedom | Harvard Stadium, Boston                      |
| 18:00      | Scott 49'       | Relatório | Moros 33'          | Público: 4,241 Árbitro: USA Dallas Malhiwsky |

#### Nona semana
| 23 de maio | Chicago Red Stars | 0 – 2     | St. Louis Athletica          | Toyota Park, Bridgeview                     |
| 20:30      |                   | Relatório | Dieke 26' (g.c.) · Aluko 41' | Público: 4,461 Árbitro: USA Sandra Serafini |

| 23 de maio | Washington Freedom           | 2 – 1     | Sky Blue FC | RFK Stadium, Washington, DC                    |
| 17:00      | Whitehill 35' · De Vanna 39' | Relatório | Rosana 65'  | Público: 16,089 Árbitro: USA Daniel Fitzgerald |

| 24 de maio | FC Gold Pride | 0 – 2     | Los Angeles Sol             | Buck Shaw Stadium, Santa Clara             |
| 19:00      |               | Relatório | Abily 27' (pen.) · Duan 86' | Público: 6,280 Árbitro: USA Daniel Radford |

#### Décima semana
| 30 de maio | Los Angeles Sol      | 2 – 0     | St. Louis Athletica | Home Depot Center, Carson              |
| 19:00      | Abily 35' · Boxx 50' | Relatório |                     | Público: 6,288 Árbitro: USA Kari Seitz |

| 31 de maio | Washington Freedom                                | 3 – 1     | FC Gold Pride | Maryland SoccerPlex, Boyds                  |
| 16:00      | Graczyk 16' (g.c.) · De Vanna 22' · Whitehill 32' | Relatório | Sinclair 57'  | Público: 4,474 Árbitro: USA Sandra Serafini |

| 31 de maio | Sky Blue FC        | 2 – 1     | Boston Breakers | Yurcak Field, Piscataway                  |
| 18:00      | Kai 4' · White 29' | Relatório | Smith 12'       | Público: 3,493 Árbitro: USA Bryan Roslund |

#### Décima primeira semana
| 3 de junho | Los Angeles Sol | 1 – 1     | Chicago Red Stars | Home Depot Center, Carson                    |
| 22:30      | Abily 90'       | Relatório | Cristiane 88'     | Público: 3,832 Árbitro: USA Felisha Mariscal |

| 7 de junho | St. Louis Athletica | 1 – 0     | Sky Blue FC | Anheuser-Busch Center, Fenton                  |
| 20:00      | Cinalli 15'         | Relatório |             | Público: 3,124 Árbitro: USA Juan Carlos Rivero |

| 7 de junho | FC Gold Pride | 1 – 1     | Chicago Red Stars | Buck Shaw Stadium, Santa Clara             |
| 20:00      | Sinclair 14'  | Relatório | Cristiane 47'     | Público: 2,956 Árbitro: USA Veronica Brito |

| 7 de junho | Los Angeles Sol           | 3 – 1     | Washington Freedom | Home Depot Center, Carson             |
| 18:00      | Abily 14', 60' · Bock 66' | Relatório | Bompastor 58'      | Público: 5,497 Árbitro: USA Ted Unkel |

#### Décima segunda semana
| 13 de junho | Washington Freedom | 0 – 0     | Chicago Red Stars | RFK Stadium, Washington, DC                    |
| 16:30       |                    | Relatório |                   | Público: 5,049 Árbitro: USA Juan Carlos Rivero |

| 13 de junho | Sky Blue FC | 0 – 0     | Los Angeles Sol | Yurcak Field, Piscataway                   |
| 19:00       |             | Relatório |                 | Público: 4,138 Árbitro: USA Daniel Radford |

| 14 de junho | Boston Breakers | 0 – 1     | St. Louis Athletica | Harvard Stadium, Boston                       |
| 18:00       |                 | Relatório | Aluko 43'           | Público: 4,502 Árbitro: USA Daniel Fitzgerald |

#### Décima terceira semana
| 17 de junho | Boston Breakers | 1 – 1     | FC Gold Pride | Harvard Stadium, Boston                    |
| 19:00       | Nobis 76'       | Relatório | Sinclair 15'  | Público: 3,128 Árbitro: USA Margaret Domka |

| 17 de junho | Sky Blue FC | 1 – 0     | Chicago Red Stars | Yurcak Field, Piscataway                   |
| 19:00       | Rosana 23'  | Relatório |                   | Público: 2,611 Árbitro: USA Veronica Brito |

| 20 de junho | St. Louis Athletica | 0 – 1     | Washington Freedom | Anheuser-Busch Center, Fenton          |
| 20:00       |                     | Relatório | Moros 83'          | Público: 2,731 Árbitro: USA Kari Seitz |

| 21 de junho | Los Angeles Sol       | 2 – 0     | FC Gold Pride | Home Depot Center, Carson                     |
| 18:00       | Abily 17' · Marta 25' | Relatório |               | Público: 4,593 Árbitro: USA Daniel Fitzgerald |

| 21 de junho | Chicago Red Stars | 0 – 2     | Boston Breakers             | Toyota Park, Bridgeview                      |
| 20:00       |                   | Relatório | Rodriguez 22' · Lilly 90+1' | Público: 3,889 Árbitro: USA Dallas Malhiwsky |

#### Décima quarta semana
| 24 de junho | Boston Breakers | 1 – 0     | Washington Freedom | Harvard Stadium, Boston                        |
| 19:00       | Latham 38'      | Relatório |                    | Público: 3,105 Árbitro: USA Juan Carlos Rivero |

| 24 de junho | St. Louis Athletica | 1 – 2     | Los Angeles Sol      | Anheuser-Busch Center, Fenton         |
| 20:00       | Hanks 73'           | Relatório | Duan 50' · Marta 73' | Público: 3,014 Árbitro: USA Ted Unkel |

| 27 de junho | Los Angeles Sol                         | 4 – 0     | Chicago Red Stars | Home Depot Center, Carson                 |
| 13:00       | Boxx 15' · Abily 20' · Marta 62', 90+2' | Relatório |                   | Público: 4,653 Árbitro: USA Bryan Roslund |

| 28 de junho | Sky Blue FC | 1 – 2     | St. Louis Athletica  | Yurcak Field, Piscataway                     |
| 18:00       | Sitch 76'   | Relatório | Aluko 2' · Weber 84' | Público: 3,256 Árbitro: USA Felisha Mariscal |

#### Décima quinta semana
| 1 de julho | Chicago Red Stars           | 2 – 1     | Washington Freedom | Toyota Park, Bridgeview                     |
| 20:30      | Cristiane 48' · Tarpley 78' | Relatório | Wambach 34'        | Público: 4,124 Árbitro: USA Sandra Serafini |

| 4 de julho | Sky Blue FC | 1 – 0     | Boston Breakers | Yurcak Field, Piscataway                  |
| 16:00      | O'Reilly 6' | Relatório |                 | Público: 1,878 Árbitro: USA Bryan Roslund |

| 5 de julho | Washington Freedom | 0 – 1     | Los Angeles Sol | Maryland SoccerPlex, Boyds             |
| 18:00      |                    | Relatório | Marta 90+1'     | Público: 5,143 Árbitro: USA Kari Seitz |

| 5 de julho | FC Gold Pride | 0 – 1     | St. Louis Athletica | Buck Shaw Stadium, Santa Clara             |
| 20:00      |               | Relatório | Chalupny 73'        | Público: 2,861 Árbitro: USA Veronica Brito |

#### Décima sexta semana
| 8 de julho | Los Angeles Sol | 0 – 1     | St. Louis Athletica | Home Depot Center, Carson                  |
| 15:00      |                 | Relatório | Cinalli 11'         | Público: 4,841 Árbitro: USA Margaret Domka |

| 12 de julho | Boston Breakers | 1 – 2     | Sky Blue FC          | Harvard Stadium, Boston                     |
| 18:00       | Nobis 90+3'     | Relatório | Kai 24' · Rosana 37' | Público: 4,009 Árbitro: USA Sandra Serafini |

| 12 de julho | Chicago Red Stars         | 3 – 1     | FC Gold Pride | Toyota Park, Bridgeview                       |
| 20:00       | Cristiane 31', 45+1', 65' | Relatório | Milbrett 64'  | Público: 5,127 Árbitro: USA Daniel Fitzgerald |

#### Décima sétima semana
| 15 de julho | Boston Breakers | 1 – 0     | Chicago Red Stars | Harvard Stadium, Boston               |
| 19:00       | Hucles 36'      | Relatório |                   | Público: 4,075 Árbitro: USA Ted Unkel |

| 15 de julho | Sky Blue FC                  | 4 – 4     | Washington Freedom                                 | Yurcak Field, Piscataway                   |
| 19:00       | Kai 6', 87' · White 28', 47' | Relatório | Bompastor 5' · De Vanna 48', 55' · Whitehill 90+1' | Público: 3,746 Árbitro: USA Margaret Domka |

| 18 de julho | Washington Freedom | 1 – 0     | St. Louis Athletica | RFK Stadium, Washington, DC           |
| 17:00       | Sawa 75'           | Relatório |                     | Público: 4,606 Árbitro: USA Ted Unkel |

| 19 de julho | Sky Blue FC | 1 – 0     | Chicago Red Stars | Yurcak Field, Piscataway                       |
| 16:30       | Hanks 90+1' | Relatório |                   | Público: 3,130 Árbitro: USA Juan Carlos Rivero |

| 19 de julho | FC Gold Pride | 0 – 1     | Boston Breakers | Buck Shaw Stadium, Santa Clara         |
| 20:00       |               | Relatório | Schmedes 14'    | Público: 2,203 Árbitro: USA Kari Seitz |

#### Décima oitava semana
| 22 de julho | St. Louis Athletica | 1 – 0     | Sky Blue FC | Anheuser-Busch Center, Fenton          |
| 20:00       | Aluko 49'           | Relatório |             | Público: 3,726 Árbitro: USA Kari Seitz |

| 23 de julho | FC Gold Pride | 0 – 0     | Los Angeles Sol | Buck Shaw Stadium, Santa Clara               |
| 22:00       |               | Relatório |                 | Público: 3,873 Árbitro: USA Felisha Mariscal |

| 25 de julho | Boston Breakers | 0 – 0     | Sky Blue FC | Harvard Stadium, Boston                       |
| 19:00       |                 | Relatório |             | Público: 4,125 Árbitro: USA Daniel Fitzgerald |

| 26 de julho | Chicago Red Stars        | 2 – 3     | Washington Freedom          | Toyota Park, Bridgeview                     |
| 16:00       | Rapinoe 16' · Carney 70' | Relatório | Wambach 36', 57' · Long 90' | Público: 5,226 Árbitro: USA Sandra Serafini |

| 26 de julho | St. Louis Athletica | 1 – 1     | FC Gold Pride | Anheuser-Busch Center, Fenton             |
| 18:00       | Cross 29'           | Relatório | Sinclair 88'  | Público: 4,212 Árbitro: USA Bryan Roslund |

#### Décima nona semana
| 29 de julho | Washington Freedom | 1 – 0     | Boston Breakers | Maryland SoccerPlex, Boyds                     |
| 20:00       | Wambach 74'        | Relatório |                 | Público: 3,123 Árbitro: USA Juan Carlos Rivero |

| 1 de agosto | FC Gold Pride                           | 3 – 2     | Washington Freedom | Buck Shaw Stadium, Santa Clara             |
| 18:00       | Yokers 10' · Milbrett 49' · Adriane 84' | Relatório | Sawa 18', 39'      | Público: 2,324 Árbitro: USA Daniel Radford |

| 1 de agosto | St. Louis Athletica | 1 – 0     | Boston Breakers | Anheuser-Busch Center, Fenton              |
| 20:00       | Aluko 37'           | Relatório |                 | Público: 4,986 Árbitro: USA Margaret Domka |

| 2 de agosto | Chicago Red Stars                         | 3 – 1     | Los Angeles Sol | Toyota Park, Bridgeview                |
| 18:00       | Lloyd 25' · Tarpley 48' · Cristiane 90+1' | Relatório | Han 90+1'       | Público: 7,959 Árbitro: USA Kari Seitz |

#### Vigésima semana
| 5 de agosto | Sky Blue FC          | 2 – 0     | FC Gold Pride | Yurcak Field, Piscataway              |
| 19:00       | Rosana 47' · Kai 62' | Relatório |               | Público: 5,455 Árbitro: USA Ted Unkel |

| 5 de agosto | St. Louis Athletica | 2 – 0     | Chicago Red Stars | Anheuser-Busch Center, Fenton              |
| 20:00       | Welsh 35', 65'      | Relatório |                   | Público: 3,437 Árbitro: USA Daniel Radford |

| 8 de agosto | Washington Freedom              | 3 – 1     | Sky Blue FC | Maryland SoccerPlex, Boyds             |
| 19:00       | Wambach 20', 49' · De Vanna 58' | Relatório | Rosana 54'  | Público: 4,573 Árbitro: USA Kari Seitz |

| 9 de agosto | Boston Breakers | 1 – 2     | Los Angeles Sol        | Harvard Stadium, Boston               |
| 18:00       | Smith 18'       | Relatório | Marta 61' · Boxx 90+1' | Público: 6,631 Árbitro: USA Ted Unkel |

| 9 de agosto | FC Gold Pride | 1 – 1     | St. Louis Athletica | Buck Shaw Stadium, Santa Clara                |
| 20:00       | Buehler 25'   | Relatório | Welsh 18'           | Público: 3,856 Árbitro: USA Daniel Fitzgerald |

## Fase final

### Tabela
|  | 1ª etapa           | 1ª etapa           | 1ª etapa |  |  | Super semifinal     | Super semifinal     | Super semifinal |   |                 | Super final     | Super final | Super final |
|  |                    |                    |          |  |  |                     |                     |                 |   |                 |                 |             |             |
|  | Washington Freedom | Washington Freedom | 1        |  |  |                     |                     |                 |   |                 |                 |             |             |
|  | Sky Blue FC        | Sky Blue FC        | 2        |  |  | St. Louis Athletica | St. Louis Athletica | 0               |   |                 |                 |             |             |
|  |                    |                    |          |  |  | Sky Blue FC         | Sky Blue FC         | 1               |   |                 |                 |             |             |
|  |                    |                    |          |  |  |                     |                     |                 |   | Los Angeles Sol | Los Angeles Sol | 0           |             |
|  |                    |                    |          |  |  |                     | Sky Blue FC         | Sky Blue FC     | 1 |                 |                 |             |             |
|  |                    |                    |          |  |  |                     |                     |                 |   |                 |                 |             |             |
|  |                    |                    |          |  |  |                     |                     |                 |   |                 |                 |             |             |
|  |                    |                    |          |  |  |                     |                     |                 |   |                 |                 |             |             |
|  |                    |                    |          |  |  |                     |                     |                 |   |                 |                 |             |             |
|  |                    |                    |          |  |  |                     |                     |                 |   |                 |                 |             |             |

Todas as partidas estão no horário estadunidense do leste (ET) ou UTC-5.

### Primeira etapa
| 15 de agosto | Washington Freedom | 1 – 2     | Sky Blue FC              | Maryland SoccerPlex, Boyds                    |
| 16:00        | De Vanna 79'       | Relatório | Kai 56' · Francielle 85' | Público: 4,217 Árbitro: USA Daniel Fitzgerald |

### Super semifinal
| 18 de agosto | St. Louis Athletica | 0 – 1     | Sky Blue FC | Anheuser-Busch Center, St. Louis      |
| 19:00        |                     | Relatório | Dowling 31' | Público: 5,064 Árbitro: USA Ted Unkel |

### Super final
| 22 de agosto | Los Angeles Sol | 0 – 1     | Sky Blue FC  | Home Depot Center, Carson              |
| 16:00        |                 | Relatório | O'Reilly 17' | Público: 7,218 Árbitro: USA Kari Seitz |

## Premiação
| Liga de futebol feminino dos Estados Unidos de 2009 |
| Nova Jérsei                                         |
| --------------------------------------------------- |
| SKY BLUE FC Campeã (1º títiulo)                     |

### Individual

#### Jogadora da semana
| Semana | Jogadora           | Equipe              | Ref.   |
| ------ | ------------------ | ------------------- | ------ |
| 1ª     | Aya Miyama         | Los Angeles Sol     | [ 8 ]  |
| 2ª     | Marta              | Los Angeles Sol     | [ 8 ]  |
| 3ª     | Kelly Smith        | Boston Breakers     | [ 8 ]  |
| 4ª     | Aly Wagner         | Los Angeles Sol     | [ 9 ]  |
| 5ª     | Abby Wambach       | Washington Freedom  | [ 10 ] |
| 6ª     | Sonia Bompastor    | Washington Freedom  | [ 11 ] |
| 7ª     | Lori Chalupny      | St. Louis Athletica | [ 12 ] |
| 8ª     | Christine Sinclair | FC Gold Pride       | [ 13 ] |
| 9ª     | Jillian Loyden     | St. Louis Athletica | [ 14 ] |
| 10ª    | Shannon Boxx       | Los Angeles Sol     | [ 15 ] |

| Semana | Jogadora        | Equipe              | Ref.   |
| ------ | --------------- | ------------------- | ------ |
| 11ª    | Camille Abily   | Los Angeles Sol     | [ 16 ] |
| 12ª    | Eniola Aluko    | St. Louis Athletica | [ 17 ] |
| 13ª    | Erin McLeod     | Washington Freedom  | [ 18 ] |
| 14ª    | Marta           | Los Angeles Sol     | [ 19 ] |
| 15ª    | Lindsay Tarpley | Chicago Red Stars   | [ 20 ] |
| 16ª    | Cristiane       | Chicago Red Stars   | [ 21 ] |
| 17ª    | Natasha Kai     | Sky Blue FC         | [ 22 ] |
| 18ª    | Abby Wambach    | Washington Freedom  | [ 23 ] |
| 19ª    | Lindsay Tarpley | Chicago Red Stars   | [ 24 ] |
| 20ª    | Abby Wambach    | Washington Freedom  | [ 25 ] |

#### Jogadora do mês
| Mês   | Jogadora        | Equipe             | Ref.   |
| ----- | --------------- | ------------------ | ------ |
| Abril | Kelly Smith     | Boston Breakers    | [ 26 ] |
| Maio  | Sonia Bompastor | Washington Freedom | [ 27 ] |
| Junho | Camille Abily   | Los Angeles Sol    | [ 28 ] |
| Julho | Abby Wambach    | Washington Freedom | [ 29 ] |

## Artilharia
| 10 gols (1) - Marta (Los Angeles Sol) 8 gols (3) - Abily (Los Angeles Sol) - Cristiane (Chicago Red Stars) - Wambach (Washington Freedom) 6 gols (3) - De Vanna (Washington Freedom) - Sinclair (FC Gold Pride) - Smith (Boston Breakers) 5 gols (3) - Aluko (St. Louis Athletica) - Kai (Sky Blue FC) - Rosana (Sky Blue FC) 4 gols (3) - Bompastor (Washington Freedom) - Milbrett (FC Gold Pride) - Tarpley (Chicago Red Stars) | 3 gols (7) - Boxx (Los Angeles Sol) - Han (Los Angeles Sol) - Lilly (Boston Breakers) - Sawa (Washington Freedom) - Christie Welsh (St. Louis Athletica) - White (Sky Blue FC) - Whitehill (Washington Freedom) 2 gols (15) - Bock (Los Angeles Sol) - Carney (Chicago Red Stars) - Chalupny (St. Louis Athletica) - Cinalli (St. Louis Athletica) - Daniela (St. Louis Athletica) - Hanks (St. Louis Athletica) - Hucles (Boston Breakers) - Latham (Boston Breakers) - Lindsey (Washington Freedom) - Long (Washington Freedom) - Lloyd (Chicago Red Stars) - Moros (Washington Freedom) - Nobis (Boston Breakers) - O'Reilly (Sky Blue FC) - Rapinoe (Chicago Red Stars) | 1 gol (16) - Adriane (FC Gold Pride) - Ann Robinson (FC Gold Pride) - Arakawa (FC Gold Pride) - Cross (St. Louis Athletica) - Dew (FC Gold Pride) - Falk (Los Angeles Sol) - Klein (Chicago Red Stars) - Rodriguez (Boston Breakers) - Sauerbrunn (Washington Freedom) - Schmedes (Boston Breakers) - Scott (Boston Breakers) - Sitch (Sky Blue FC) - Walsh (Sky Blue FC) - Weber (St. Louis Athletica) - Weimer (FC Gold Pride) - Yokers (FC Gold Pride) Gol contra (2) - Dieke (Chicago Red Stars) para o St. Louis Athletica - Graczyk (FC Gold Pride) para o Washington Freedom |